# Ceratocarpus arenarius
Ceratocarpus arenarius är en amarantväxtart som beskrevs av Carl von Linné. Ceratocarpus arenarius ingår i släktet Ceratocarpus och familjen amarantväxter. Inga underarter finns listade i Catalogue of Life.